# Michael Shrieve
Michael Shrieve (San Francisco, California, 6 de julio de 1949) es un baterista y compositor estadounidense de rock, jazz rock y jazz contemporáneo, conocido por haber sido durante varios años baterista de la banda Santana, incluida su presentación en el Festival de Woodstock de 1969. Ha trabajado también con músicos como George Harrison, Mick Jagger y Pete Townshend.

## Historial
Su primera banda se llamó "Glass Menagerie". Después acompañó a diversos músicos de R&B, incluidos B.B. King y Etta James, cuando aún era adolescente. 

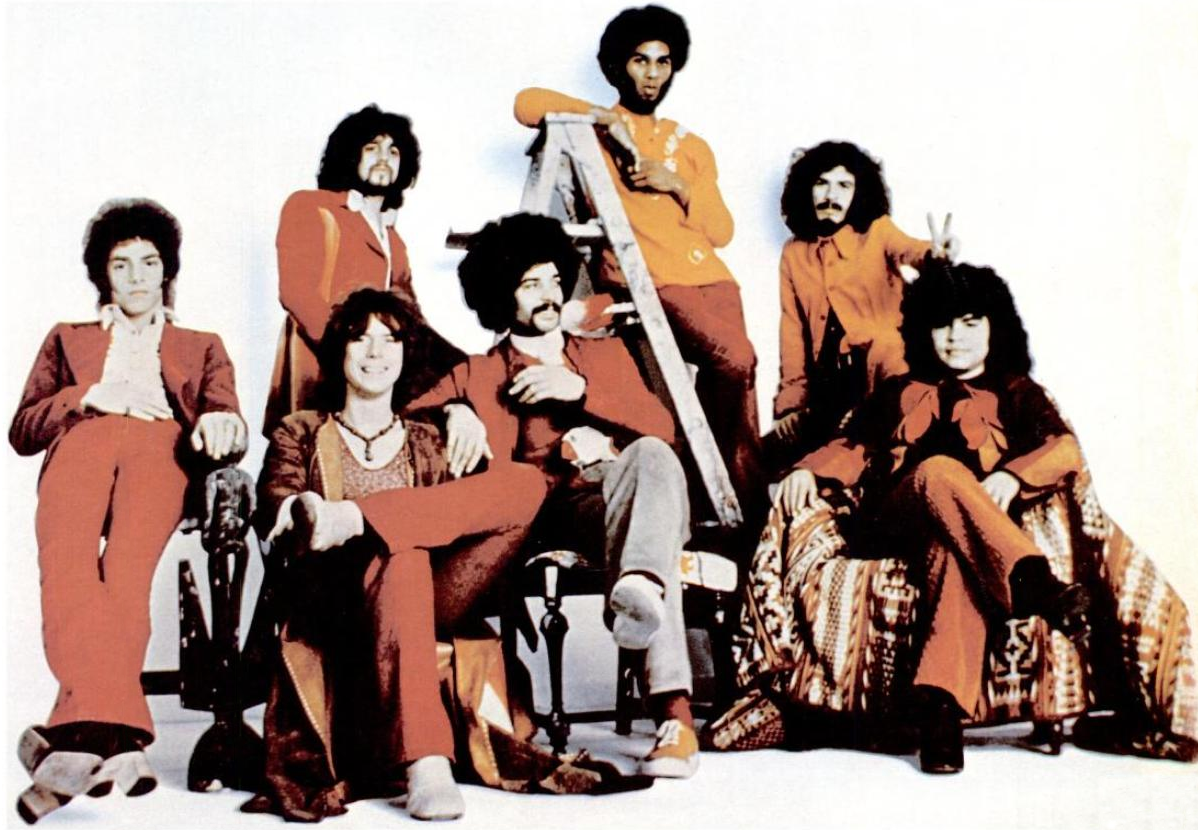
El grupo de Santana en el año 1971. Detrás: Neal Schon, Gregg Rolie (n. 1947), David Brown (1950 - 2000) y Carlos Santana. Delante: Michael Shrieve, Michael Carabello y "Chepito".

Michael Shrieve se incorporó a la banda de Carlos Santana a la edad de diecinueve años (1968), para actuar en el Festival de Woodstock. Participó en los primeros ocho álbumes del grupo. En 1976 dejó la banda y se trasladó temporalmente a Londres, donde formó parte del supergrupo Go, con Steve Winwood, Stomu Yamashita y Klaus Schulze, y con los que grabó dos discos. Después, ha desarrollado una larga carrera en el campo de la música experimental y del jazz contemporáneo. Ha colaborado con artistas de diversos géneros, como el rock, el jazz, la música electrónica, o la world music, y fue uno de los pioneros en la adaptación de la electrónica a la percusión, en los años 1970.
Shrieve ha grabado con músicos como Mick Jagger y The Rolling Stones, George Harrison, Pete Townshend, Roger Hodgson, el guitarrista de The Police, Andy Summers, el compositor de cine Mark Isham, y músicos reconocidos del jazz como John McLaughlin, Freddie Hubbard, Jaco Pastorius, Wayne Horvitz, Bill Frisell, Zakir Hussain, Airto Moreira y Amon Tobin. En los 80's fue baterista de la banda Novo Combo.
También ha compuesto música para películas y televisión. Ha trabajado con el director Paul Mazursky en la película, The Tempest y en el film Apolo 13, componiendo también la banda de la película de Curtis Hanson The Bedroom Window, así como la música de numerosas películas y shows de televisión. En 2002 Michael compuso y produjo la canción, “Aye Aye Aye” , que apareció en el álbum, Shaman, de Carlos Santana (2002). La revista Rolling Stone reconoció que la canción “sobresale del álbum, alegre y orgánico” y consigue "una euforia global". Como líder, Shrieve ha grabado tanto con noveles como con renombrados artistas (Skerik, Jack DeJohnette, Zakir Hussain, Reggie Watts), además de con su propia banda, Tangletown.
Desde 1990, ha participado en el festival Bumbershoot en Seattle como anfitrión, intérprete y encargado del popular "Bumberdrum", el cual trae al escenario juntos todos los percusionistas participantes en el festival. Shrieve fue director Musical del show inicial de la Major League All Star de béisbol en el año 2001, teniendo como anfitrión a los Seattle Mariners. Fue Presidente de la Asociación Nacional de la Ciencia y las Artes en la Grabación (NARAS), y escribió un ensayo sobre el batería de jazz Elvin Jones. 
Actualmente vive entre Seattle y Los Ángeles. Michael Shrieve fue premiado con el Rock and Roll Hall of Fame en 1998, por su trabajo en la banda Santana. En marzo de 2011, la revista Rolling Stone situó a Shrieve en el décimo puesto de su lista de "los mejores bateristas de todos los tiempos".

## Estilo
El guitarrista Carlos Santana ha definido el estilo de Shrieve de la siguiente forma:

Le debo mucho a Michael; El fue el que me dio a conocer a John Coltrane y Miles Davis. Yo solo quería tocar blues, hasta que Michael vino. Me abrió los ojos y mis oídos y mi corazón a muchas cosas. Algunos baterías solo tienen toques, pero Michael Shrieve tiene visión. Michael es como una caja de lápices de cera; tiene todos los colores.

## Discografía

### ConSantana
- (1969) — Santana
- (1970) — Abraxas
- (1971) — Santana III
- (1972) — Caravanserai
- (1973) — Welcome
- (1974) — Borboletta
- (2016)---- Santana IV

### Como líder y compositor
- (1984) Transfer Station Blue (con Kevin Shrieve & Klaus Schulze, grabado en 1979–83).
- (1989) Big Picture (con David Beal).
- (1989) Stiletto (con Mark Isham, David Torn, Andy Summers, & Terje Gewelt).
- (1989) The Leaving Time (con Steve Roach).
- (1995) Two Doors (con Jonas Hellborg & Shawn Lane).
- (2001) Fascination (con Bill Frisell & Wayne Horvitz).
- (2005) Oracle (con Amon Tobin) - disponible solo en iTunes.
- (2006) Drums of Compassion (con Jeff Greinke, Jack DeJohnette, Zakir Hussain, & Airto Moreira).